# Shaun Jordan
Shaun Jordan (Estados Unidos, 1 de febrero de 1968) es un nadador estadounidense retirado especializado en pruebas de estilo libre, donde consiguió ser campeón olímpico en 1992 en los 4 x 100 metros.

## Carrera deportiva
En las Olimpiadas de Seúl 1988 ganó el oro en los relevos de 4 x 100 metros libre, y cuatro años después, en los Juegos Olímpicos de Barcelona 1992 volvió a ganar la medalla de oro en los relevos de 4 x 100 metros libre, con un tiempo de 3:16.74 segundos, por delante del Equipo Unificado y Alemania (bronce).